# 제랄딘 호키윌
제랄딘 호키윌(Geraldine Hakewill, 1987년 7월 13일 ~ )은 오스트레일리아의 배우이다.
파리에서 태어났다.

## 영화
- 그녀가 그를 사랑하는 법 (2016년)
- 마커스 (2015년)
- 핸디맨 (2013년)
- 라스트 레이스 (2011년) - 안나 역
- 맘마 올웨이스 톨드 힘... (2010년)
- 언인해비티드 (2010년)